# Дмитро Олександрович (князь переяслав-залєський)
Дми́тро Олекса́ндрович (1250—1294) — князь Переяславль-заліського, новгородський, великий князь владимирський.

## Біографія
Народився близько 1250 року. Син великого князя владимирського Олександра Невського та його дружини Олександри, дочки полоцького князя Брячислава Васильковича. Старший після Василя, якого батько позбавив спадщини за відмову від організації ординського перепису в Новгороді 1257 року.
1259 року, після придушення заворушень у Новгороді, що виникли внаслідок появи там ханських переписувачів, Олександр Невський поставив на князювання в місті сина — Дмитра Олександровича, тоді ще дуже молодого. Однак уже 1262 року Дмитро Олександрович разом зі своїм дядьком Ярославом Ярославичем був відряджений батьком проти лівонських лицарів на Дерпт. Місто було захоплено та воїнство повернулось із великою здобиччю. 1264 року, одразу ж після смерті Олександра Невського, новгородці вигнали Дмитра Олександровича, як малолітнього, та посадили у себе великого князя Ярослава Ярославовича.
Дмитро Олександрович виїхав до Переяславля-Заліського, що дістався йому у володіння. 1268 року новгородці, готуючи напад на данців в Естляндії, закликали його на допомогу. Дмитро Олександрович прибув та взяв дієву участь у кривавій битві під Раковором, причому об'єднані сили псковичів і новгородців своєю перемогою значною мірою були зобов'язані його хоробрості. 1270 року новгородці у вдячність за цю допомогу запропонували Дмитру Олександровичу свій стіл, прогнавши від себе великого князя Ярослава Ярославовича. Дмитро відмовився, заявивши, що не бажає займати стіл, з якого було вигнано його дядька, та навіть допомагав великому князю знову заволодіти Новгородом. Не виключено, що відмова Дмитра була також зумовлена особистою образою на новгородців.
За два роки, 1272, йому довелось їздити в Орду, супроводжуючи туди Ярослава Ярославовича, й того ж року, коли великий князь на зворотному шляху з Орди помер, а номінальне княжіння в Новгороді виявилось вакантним, Дмитро Олександрович став претендентом на нього та вступив у суперництво з новим великим князем та останнім своїм дядьком — Василем Ярославовичем. Новгородці спершу надали перевагу Дмитру Олександровичу й він, урочисто в'їхавши в Новгород, зайняв Новгородський стіл. проте Василь Ярославович вирішив не поступатись так легко Новгородом племіннику, зібрав військо та разом з іншим своїм племінником, Святославом Ярославичем, князем тверським, почав спустошувати Новгородську область. Дмитро виступив проти неприятелів та вже дійшов до Торжка, коли раптом дізнався, що новгородці передумали та, остерігаючись великого князя, вирішили позбавитись від переяславського князя. Дмитро Олександрович тоді сам відмовився від Новгородського столу та виїхав до свого Переяславля.

### Велике княжіння
1276 року, коли помер останній з його дядів, великий князь Василь Ярославович, Дмитро Олександрович, як старший в родині, зайняв великокняжий стіл і в травні наступного року прибув до Новгорода, де був визнаний новгородським князем. Наступного, 1278 року, він ходив присмиряти карелів, які повстали проти новгородців, та розграбував їхню землю, а в нагороду за це виклопотав у новгородців дозвіл поставити на їхній території поблизу берегів Фінської затоки фортецю Копор'я для захисту узбережжя Балтійського моря. Однак новгородці, остерігаючись за свою самостійність та не бажаючи реального посилення великокняжої влади на власній території, не дозволяли великому князю залишити свій гарнізон у Копор'ї та настільки сильно протистояли йому в цьому, що Дмитро мав удатись до сили. Він повернувся до Переяславля-Заліського й на початку 1281 року прибув до новгородських кордонів уже із сильним військом. Марно новгородський архієпископ Климент умовляв його не починати воєнні дії, Дмитро Олександрович дістався Шелоні й тільки тут поступився проханню новгородців і розпустив військо, але поставив, у підсумку, в Копор'ї великокняжий гарнізон.
У 1281–1282 роках молодший брат Дмитра Андрій, князь Городецький, виклопотав в Орді ярлик на велике княжіння, двічі приводив татар на Русь та зумів, зрештою, посісти новгородське, а потім і великокняже княжіння. Проте Дмитро, скориставшись боротьбою за владу в самій Орді, заручився підтримкою правителя її західної частини беклярібека Ногаю, та повернув собі владимирський престол 1283 року. 1285 Дмитро виступив проти татар, які знову на запрошення Андрія вторглись на Русь, і здобули перемогу.
Між тим, в Орді вплив Ногая невдовзі зріс настільки, що він зміг посадити в Сараї на Волзі свого ставленика, хана Тохту. Цього разу, 1293 року, Андрій Олександрович отримав ординську допомогу вже від Тохту. В результаті навали було понівечено 14 міст, а Дмитро був змушений тікати у Псков до свого зятя Даймантуса. Андрій зайняв великокняжий стіл та одразу ж був проголошений князем новгородським. Наділ Дмитра, Переяславль-Заліський, Андрій Олександрович передав одному зі своїх союзників, князю Федору Ростиславичу. Проте Дмитро Олександрович, лишень ординський царевич Дюдень зі своїми татарами пішов, вирішив повернутись у Переяславль. Поблизу Торжка його ледь не перехопив Андрій, залишив весь свій обоз і втік у Твер. Молодий тверський князь Михайло Ярославович прийняв Дмитра Олександровича й погодився навіть бути посердником між двома братами. За допомогою тверського єпископа йому удалось примирити їх: Дмитро Олександрович відмовився від великого княжіння на користь брата, але залишив собі своє улюблене питоме місто Переяславль-Заліський, з якого довелось виїхати посадженому туди князю Федору Ростиславичу, який, відходячи, спалив місто. Дмитро Олександрович вирушив до Переяславля, але дорогою туди, поблизу Волока, захворів, постригся в ченці та 1294 року помер. Тіло його було перевезено в Переяславль і там покладено у Спасо-Преображенському соборі.

## Родина й діти
У Дмитра Олександровича були діти: Олександр (пом. 1292), Іван Великий, який княжив після нього у Переяславлі, Іван Менший (пом. 1290) і кілька дочок, з яких одна, Марія, була одружена з князем Псковським Даумантасом.